# Gonioctena quinquepunctata
Gonioctena quinquepunctata är en skalbaggsart som först beskrevs av Fabricius 1787.  Gonioctena quinquepunctata ingår i släktet Gonioctena, och familjen bladbaggar. Arten är reproducerande i Sverige.

## Bildgalleri

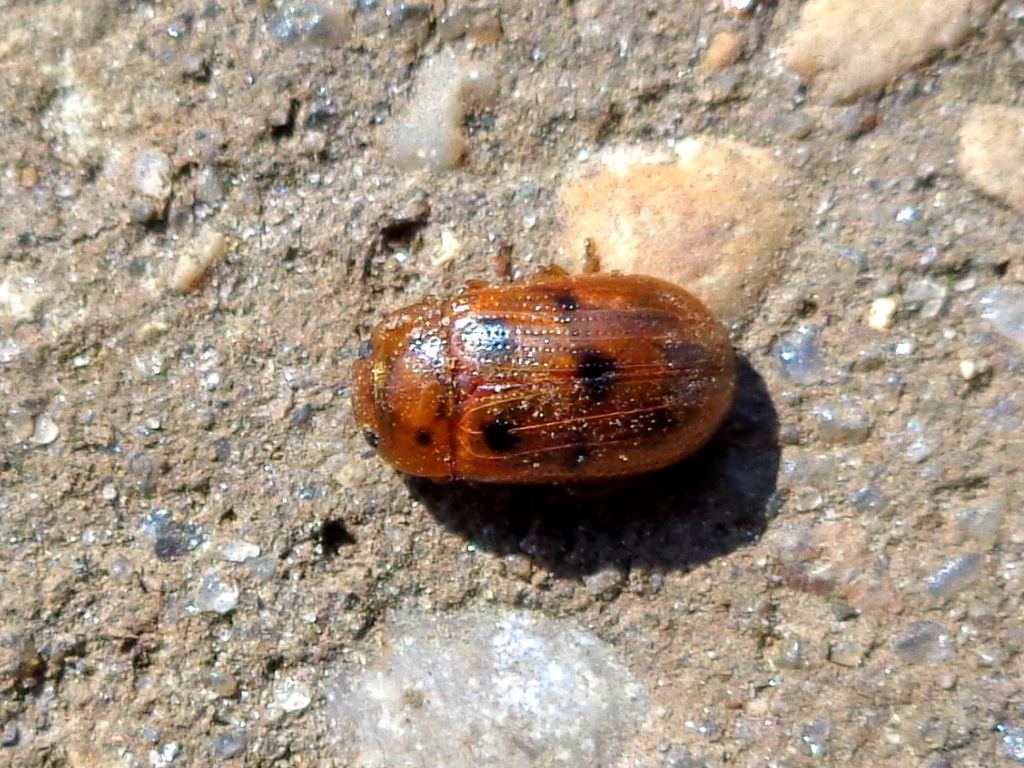